# وليام بول فايف
وليام بول «بيل» فايف (بالإنجليزية: William Paul Fife)‏ (23 تشرين الثاني نوفمبر 1917 – 13 تشرين الأول أكتوبر 2008) كان ضابطاً في سلاح الجو الأميركي أثبت للمرة الأولى إمكانية جمع المعلومات الاستخباراتية الجوية لوكالة أمن القوى الجوية الأميركية، يعتبر فايف «أب الاعتراض الجوي»، كما أنه خبير في طب الضغط العالي وكان معروفاً بأبحاثه الرائدة في مجال البيئات المضغوطة متدرجة من المرتفعات العالية إلى المواطن الطبيعية تحت الماء. إضافة إلى ذلك عمل فايف كأستاذ في جامعة إيه آند إم في ولاية تكساس الأميركية.

## التعليم
بدأ فايف تدريبه في التشريح من جامعة واشنطن في عام 1935 وباشر عامه الأول في كلية الطب عندما بدأت الحرب العالمية الثانية، حاز فايف على لقب البكالوريوس في طب الأحياء من جامعة أوريغون عام 1956، ثم أكمل فيما بعد الدكتوراه في علم وظائف الأعضاء من جامعة ولاية أوهايو عام 1962.
كان فايف تقنياً مرخصاً لطب الضغط العالي فقد حصل على رخصته من المجلس الوطني للغطس والتقنيات الطبية عالية الضغط.

## الحياة المهنية العسكرية
ترك فايف كلية الطب وتم تعيينه كملازم ثان في الجيش الأميركي في حزيران يونيو عام 1939. التحق فايف بكتيبة المشاة الخامسة عشر في قاعدة فورت لويس في ولاية واشنطن للتدريب في آب أغسطس عام 1940. بعد تلقي تدريب المشاة الأساسي انضم إلى كتيبة المشاة الستين في قاعدة فورت براغ في ولاية كارولينا الشمالية حيث خدم كضابط عمليات مساعد في أيلول سبتمبر عام 1940. تطوع فايف للصف الثامن عشر من مدرسة القفز المظلي في فورت بينينغ في ولاية جورجيا في نيسان أبريل عام 1942.
بعد إكمال تدريبه في أيار/مايو من العام ذاته، انضم إلى كتيبة المشاة المظليين 503 حديثة التشكيل كقائد مجموعة. بصفته ضابطاً قائداً للمجموعة في فوج المشاة المظليين 503 قاد فايف مجموعته في عملية قفز مظلي إلى وادي ماركام في غينيا الجديدة، كانت هذه أولى عمليات القفز الجوي القتالية الناجحة في مسرح عمليات المحيط الهادئ، كان مخططاً لعملية القفز القتالية الأولى له أن تتم بارتفاع عن الأرض أقل بـ 500 قدم من الذي أجريت به، وفي نهايتها وجد فايف نفسه في شجرة جوز الهند. بحلول نهاية الحرب العالمية الثانية كان فايف قد أكمل 35 قفزة مظلية تدريبية وقتالية.
التحق فايف بمركز قيادة مكتب استخبارات الجيش الأميركي في كانون الثاني يناير من عام 1944 ثم العمليات القتالية لسرب التحكم الجوي الثامن والستين في الجنوب الغربي للمحيط الهادئ في أيلول سبتمبر من العام ذاته. انتقل بعدها إلى العمليات الخاصة لسرب التحكم الجوي في نيو غينيا وجزر المحيط الهادئ في كانون الثاني يناير من عام 1945. التحق فايف بمكتب قيادة أسراب التحكم الجوي في العاصمة الأميركية واشنطن في آب أغسطس 1945، أملاً منه في الحصول على فرصة أكبر في استخدام الطائرات انتقل فايف إلى القوى الجوية في تشرين الثاني نوفمبر من عام 1947 حيث أُرسل مباشرة إلى معهد اللغات التابع لوزارة الدفاع من أجل تعلم اللغة الروسية، وأصبح أول متحدث بالروسية في قيادة المكتب الأمني للقوى الجوية الأميركية، كما كان اسم فايف من أوائل الأسماء التي أدرجت في لائحة الشرف لمعهد اللغات التابع لوزارة الدفاع الأميركية.
أُرسل فايف إلى سرب الراديو المتنقل الأول في قاعدة جونسون الجوية في اليابان خلال فترة احتلال الحلفاء لها وهناك حصل على لقبه غير الرسمي «أب قيادة المكتب الأمني للقوى الجوية الأميركية في الشرق الأقصى» تضمنت واجباته الرسمية تقديم تقارير استخباراتية إلى الجنرال دوغلاس ماكارثر.
بدأت القوات الروسية بالاحتشاد وبدأت حاجات القوى الجوية في الشرق الأقصى تتغير، اقترح فايف جمع معلومات استخبارات الاتصالات جوياً. وفي عام 1950 قام فايف بالتخطيط والتنفيذ لأولى مهمات الاستطلاع لاستخبارات القوى الجوية الأميركية من قاعدة كادينا الجوية فوق بحر اليابان باستخدام آلة تسجيل سلكية مغناطيسية وجهاز استقبال مركب محلياً على طائرة بوينغ بي 29، كنتيجة لهذه المهمات ثبتت إمكانية جمع معلومات الاتصالات الاستخباراتية الجوية من قبل استخبارات القوى الجوية لذلك تم تلقيب فايف باسم «أب الاعتراض الجوي»، كما تمكن من الحصول على حزام أسود من الدرجة الأولى، في عام 2006 تم إدراج اسم فايف في لائحة تكريم وكالة الاستخبارات الجوية الأميركية.
أُرسل فايف بعد اليابان إلى كوريا الشمالية حيث عمل كضابط اتصال برتبة رقيب أول فيلقي في مقر القيادة الخامس للقوى الجوية الموجود في قصر كيم إل سونغ حيث بقي إلى أن دخلت الصين الحرب الكورية فأمر فايف -الذي أصبح نقيباً في هذا الوقت- بانسحاب جميع عناصر استخبارات الاتصالات للقوى الجوية الأميركية، كان منصب فايف هو بداية مستقبل البرنامج الجديد لمكتب الأمن الخاص التابع لأمن القوى الجوية، في عام 1951 جهز فايف لبدء عمليات الفريق اللغوي لأمن القوى الجوية في بيونجتايك مع سرب التحكم والإنذار الجوي 606، يذكر أن فايف أظهر احتراماً كبيراً للعمال الكوريين الذين عمل معهم واصفاً إياهم بـ «أفضل عمال شاهدتهم».
في عام 1951 عاد فايف إلى اليابان حتى تم نقله إلى موسكو بعد وفاة ستالين بفترة قصيرة. عمل المقدم فايف برفقة زوجته آن كملحق جوي مساعد في السفارة الأميركية لمساعدة الاستخبارات العسكرية بصفته خبيراً في اللغة الروسية، بعد الوقت الذي قضاه في موسكو أمضى وقتاً في وزارة الدفاع الأميركية كضابط مسؤول عن البيانات الرسمية للجنرال تواينينغ والجنرال لوماي. ترجم العقيد فايف للرئيس الأميركي دوايت دي آيزنهاور بثاً لاسلكياً من طيار مقاتلة سوفييتية تم اعتراضها بعد إسقاط طائرة لوكهيد سي 130 لسلاح الجو الأميركي فوق أرمينيا في أيلول سبتمبر من عام 1958.
في عام 1962 وبعد الحصول على شهادة الدكتوراه عمل فايف كرئيس مساعد لقسم البحث العلمي الطبي للقوى الجوية في قاعدة بروكس للقوى الجوية في مدينة سان أنطونيو، تكساس حيث أجرى أبحاثاً ضرورية لسباق الفضاء. كان مجال عمله هو الاستجابات القلبية الوعائية وأدوات قياسها الضرورية من أجل تجارب قوة الجاذبية الأرضية والنجاة في الأوساط الخالية من الهواء تقريباً. لم يكن لدى القوى الجوية برنامج تدريبي في مجال طب الضغوط الجوية العالية لذلك حصل فايف على تدريبه من قبل البحرية. تم إجراء عملية الغطس التجريبية الأولى له من قبل ميكي غودوين وروبرت ووركمان.
تسرح العقيد فايف من القوى الجوية في عام 1967.

## الحياة المهنية الأكاديمية
انضم الدكتور فايف إلى قسم علوم الأحياء في جامعة تكساس إيه آند إم في عام 1967. خلال الوقت الذي قضاه هناك عمل فايف كرئيس مجلس قسم علوم الأحياء وعميد البحث العلمي ونائب الرئيس للشؤون الأكاديمية بالإضافة إلى أنه ترأس عدداً من اللجان الأكاديمية.
ساهم د. فايف بشكل كبير في تأسيس الأكاديمية الأميركية لعلوم أعماق المياه، وتقاعد من جامعة تكساس إيه آند إم في عام 1997.

## الجوائز والتكريم
قدمت جامعة تكساس إيه آند إم لفايف جائزة الجامعة المميزة للتدريس في عام 1975، أما جمعية طب أعماق البحر والضغط العالي فقد قدمت له جائزة بول بيرت للبحث العلمي المميز في عام 1983 وجائزة أوشنيرينع للبحث العلمي عام 1994. في عيد ميلاده الثامن والسبعين عام 1995 تلقى فايف وفريق من مركز البحث العلمي لأمراض الغطس «جائزة دوق إدنبره لنادي أعماق البحار البريطاني» والتي قدمها الأمير فيليب مقابل عملهم العلمي عن «الرجال والنساء في الغطس».